# René Meurant
Pour les articles homonymes, voir Meurant.
René Meurant est un poète et ethnographe belge né à Namur en 1905 et mort à Bruxelles en 1977.

## Biographie
Fils unique de militaire et neveu d'instituteur picards du Hainaut belge, diplômé en Humanités anciennes latin-mathématiques, René Meurant poursuivra le soir une multitude d’études (comptable, journaliste, bibliothécaire, archiviste). Il travailla au Ministère des Finances à Mons en 1924. En 1927 il entra au Crédit Communal de Belgique à Bruxelles. Il y terminera sa carrière en 1970 en qualité de Fondé de Pouvoir principal et de Secrétaire général de Pro Civitate.
René Meurant fut, de 1928 à 1963, l’auteur de poèmes qui seront publiées en six langues jusqu’en 2012. Son œuvre poétique comporte dix recueils et quelques inédits. Meurant fut membre de l’équipe du Journal des Poètes de 1931 à 1953 et, de 1953 à 1971, administrateur des Biennales internationales de Poésie créées en 1952 par Arthur Haulot, par ailleurs secrétaire de celles de 1956 consacrées aux "Sources populaires de la Poésie". Meurant avait été l’un des treize membres du Front littéraire de gauche fondé en 1934 par Albert Ayguesparse, Roger Bodard et Charles Plisnier. Son "Hymne aux Morts d'Autriche" fut monté en spectacle à Liège en 1934 par l’Equipe des chœurs parlés du Théâtre rouge dirigé par Arthur Haulot et à Bruxelles en mars 1935 par le Chœur parlé des Renaudins dirigé par Mme Renaud-Thévenet. Meurant est par ailleurs l'auteur d'adaptations françaises de traductions de l’allemand, de l’anglais et du russe  ainsi que de quelques critiques.
En 1935, Meurant donnait des cours de français à des émigrés russes au café L’Old Tom, Porte de Namur à Ixelles. Il introduisit la princesse Zinaïda Schakovskoy au Journal des Poètes. En novembre il lui dédicaçait "La Foudre me tient par la Main" qui paraitra en 1936. C'est elle qui le présentera à l’artiste peintre et illustratrice Elisabeth Ivanovsky (1910-2006) qu'il épousera en 1944 et qui lui donnera trois enfants : une musicologue (Anne Meurant, 1944), un poète (Serge Meurant, 1946) et un artiste peintre (Georges Meurant, 1948).
René Meurant collabora à quatre numéros de la revue Marginales fondée en 1945 par Albert Ayguesparse, dont il sera administrateur jusqu’en 71. Il fut également administrateur du Courrier du Centre International d’Études Poétiques fondé en 1955. Mais dès 1938 et jusqu'à sa disparition il se livra surtout à l’étude de traditions populaires. Il avait été sensibilisé au Folklore par les cours d’Albert Marinus à l’Institut pour Journalistes de Belgique (1937-1939). Il fut cofondateur et secrétaire du comité international d’Étude des Géants processionnels (Douai, 1954). Il organisa les Journées d’Étude de Mons (1956) et de Malines (1963). Il entra à la Commission royale belge de Folklore en 1957. Il fut membre du Centre d’Étude des arts, traditions et parlers populaires de l’Institut de Sociologie de l'Université libre de Bruxelles, membre du Comité d’Histoire au Centre culturel du Crédit communal de Belgique, membre de la compagnie Les Amis de nos Dialectes, membre d’honneur de la Commission des Arts et Traditions populaires de la Fondation Charles Plisnier, membre d’honneur des Rèlîs Namurwès. Il fut également membre de la Société française d’Ethnologie et membre correspondant de l’Associaçao brasileira de Folclore (Sao Paulo). Il participait depuis 1958 à la plupart des congrès de la Fédération archéologique et historique de Belgique ainsi qu’à divers colloques organisés en Belgique ou à l’étranger. Il cofondit l’a.s.b.l. Festival international du film de Tourisme et de Folklore. De 1971 à 1977 il fut le conseiller scientifique de dix films ethnographiques réalisés par Alexandre Keresztessy pour la télévision belge francophone RTB.

## Œuvres

### Poésie
- « Nuit de garde - Chanson - Danseuse », dans Anthologie de la jeune poésie belge, t. 2, Bruxelles, La Renaissance d'Occident, 1928, p. 350-352.
- Parole d'homme, Bruxelles, L'Églantine, 1930 (OCLC 902194436)
- Anthologie des jeunes écrivains belges, Louva, Édition des Jeunes Auteurs, 1931.
- « Prise de vues », Le Journal des Poètes,‎ 30 mai 1931 et 29 novembre 1931.
- « Naissance de la Révolte », Les Cahiers du Journal des Poètes, Bruxelles,‎ 1934 (OCLC 9458087)
- Feuillets inutiles, 1935 (OCLC 459928928), chap. 17
- « Le Chasseur aux mains vides », Les Cahiers du Journal des Poètes, Bruxelles,‎ 1936 (OCLC 902562040)
- Poesia Nueva de Belgica, Buenos Aires, El Argentino, 1936 (extraits du Chasseur aux Mains vides traduits en espagnol par Rolivareo Figueros).
- La Foudre me tient par la Main, Paris, Debresse, 1936 (OCLC 758695572).
- Le Cœur à la Mer, Paris, Éditions Sagesse. Les Feuillets de Sagesse, coll. « Anthologique », 1937 (OCLC 459512734), chap. 39
- Europe sans Pardon, Paris, Debresse, 1938 (OCLC 902425996).
- « Gages », Cahier du Journal des Poètes, Bruxelles,‎ 1939 (OCLC 41236572) (avec un portrait gravé par Elisabeth Ivanovsky).
- « Bevitori - Il cannale fra le sue rive », dans Fiumi, Lionello, 32 poeti belgi, 1939, p. 32-33 (numéro spécial de Poeti d'Oggi).
- La Folie du Reître, Bruxelles, La Maison du Poète, 1942.
- Bestiaire des Songes, Bruxelles, Éditions des Artistes, 1943 (OCLC 32586988) (quatrains et notes de René Meurant, gouaches d'Elisabeth Ivanovsky).
- Poème de la nuit du 2 au 3 novembre, Bruxelles, La Maison du Poète, 1948.
- Le Jour se lève, Bruxelles, La Maison du Poète, 1950 (OCLC 41291825)
- Anthologie de la deuxième décade 1940-1950, Bruxelles, La Maison du Poète, 1954, p. 285-292.
- L'Étoile de Glace (Recueil de poèmes inédits), 1954.
- « Étoile Circus - Brève litanie de l'Arche - La main fauve - Confidence de la bouche du Reître - Le trompette sous le platane - L'autre monde - Comme il est loin », dans Anthologie poétique de l'Exposition, Bruxelles, La Maison du Poète, 1958, p. 303-307.
- « Cagna - Licorno - Frammento - Fianco a fianco », dans Montagna Gianni. Un secolo di poesia belga, Sienne, Casa Éditrice Maia, 1958, p. 215-216.
- La main coupée, 1962 (recueil de l’ensemble des poèmes édités et inédits, excepté ceux antérieurs à 1932).
- « Terre d'Orage », dans Panorama de la Poésie française de Belgique, Bruxelles, Éditions Jacques Antoine, 1976, p. 123.
- La poésie francophone de Belgique : 1903-1926, t. III, Bruxelles, Académie royale de Langue et de Littérature française, 1992 (extraits de publications antérieures).
- Gages et autres poèmes, Châtelineau, Éditions Le Taillis Pré, coll. « Ha ! », 2012 (OCLC 838450209) (reproduction d’un portrait gravé d’Elisabeth Ivanovsky).

### Ethnographie
- Ducasse d'Ath  (ill. J. Van Loock), Bruxelles, Éditions de La Phalange, 1938 (OCLC 15081457).
- « Les Chants du Travail », Marginales, Bruxelles, vol. 1,‎ décembre 1945, p. 17-21.
- « Les Chants du Travail », Marginales, Bruxelles, vol. 2,‎ février 1946, p. 88-91.
- Les Géants processionnels de Wallonie, Province du Luxembourg, Bruxelles, Chez l'auteur, 1953 (OCLC 10907915) (Dix dessins à la plume d'Elisabeth Ivanovsky).
- « Maitre Manol, le maçon volant », Icare, Bruxelles, no 50,‎ 1954, p. 5-7.
- « Les Géants de Cortège en Belgique », Le Folklore brabançon, no 138,‎ 1958, p. 599-638 (OCLC 867911995).
- « Le Folklore poétique universel - L'emmurement de la femme du maçon », Le Journal des Poètes, Bruxelles, vol. XXVIII, no 2,‎ 1958.
- « Chevaux-Jupons de Wallonie », dans Annuaire XI (57-58) de la Commission royale belge de Folklore (section wallonne), Bruxelles, 1959 (OCLC 460447838), p. 97-130.
- René Meurant et Jules Vandereuse, Les géants du Brabant wallon, Commission royale belge de folklore, Section wallonne, 1961 (OCLC 782169486)
- « Géants et monstres d'osier », Bulletin de la Société royale belge d'Anthropologie et de Préhistoire, Bruxelles, vol. LXXI,‎ daté de 1960, paru en 1963, p. 120-155 (OCLC 42519978)
- « Les géants et le Carnaval en Wallonie », Annales du XXXVIIIe Congrès de la Fédération archéologique, historique ou folklorique de Belgique, Bruxelles,‎ 1961 (OCLC 460447850)
- « Les géants carnavalesques », Cahiers du Folklore wallon, Bruxelles,‎ 1962, p. 29-33.
- L'apparition des Géants processionnels ou des Géants de Cortège aux anciens Pays-Bas, Lisbonne, Junta de Investigações do Ultramar, 1965 (OCLC 69251661).
- Contribution à l'Étude des Géants processionnels et de Cortège dans le Nord de la France, la Belgique et les Pays-Bas, Paris, Maisonneuve et Larose, 1967 (OCLC 489711459). (Deux planches ethnographiques de Georges Meurant).
- « Bélgica (Belgique, Belgig) XII », dans Etnografía y Folklore, t. 1, Madrid, Encyclopedia GER (Gran Enciclopedia Rialp) - Humanidades y Ciencia, 1967 (dernière édition : 1991).
- Folklore Boitsfortois : le concert d'Isoèthe en ethnographie, Bruxelles, Institut de Sociologie de l'Université libre de Bruxelles, 1967 (OCLC 31063234) (Centre d'étude d'arts, traditions et parlers populaires. Document de travail, 1-11).
- « Morphologie, montage et modes d'animation des Géants d'Ath (Wallonie) »  (ill. Georges Meurant), Revista de Ethnografia, Porto, vol. XII, no 23,‎ 1969, p. 5-7 (OCLC 883129523).
- « Diables, homme sauvages et chevaux-jupon à la ducace d'Ath », Annales du XLIe congrès de la Fédération archéologique et historique de Belgique, Malines, t. 2,‎ 3-6 septembre 1970, p. 452-458.
- « Les figures gigantesques dans le carnaval contemporain en Belgique, en France et en Rhénanie », Actes du 1er congrès international d'ethnologie européenne, Paris, Institut d'Ethnologie,‎ 1971, p. 77-85 (résumé, texte intégral en microfiche).
- « Le Cheval Bayard dans les Processions et les Cortèges », dans In Memoriam Antonio Jorge Dias, Lisboa, 1974.
- Géants de Wallonie, Gembloux, J. Duculot, 1975 (OCLC 2873947).
- Géants processionnels et de Cortège en Europe, en Belgique, en Wallonie, Tielt, Éditions Veys, 1979 (OCLC 6356266).
- « La Ducace d'Ath. Études et documents », Annales du Cercle Royal d'Histoire et d'Archéologie d'Ath, de la Région et Musées Athois, Ath, t. XLVIII,‎ 1980-1981 (OCLC 11733027).